# Tournoi RJ-SP de beach soccer
Le tournoi RJ-SP (abréviation de Rio de Janeiro - São Paulo) est le nom donné au Brésil au derby entre les équipes de l’État de São Paulo et celui de Rio de Janeiro. La première édition a lieu en 2010.

## Histoire
En 2010, dans l'arène du club Escola Lapa de Pelezão à São Paulo, Botafogo (RJ), Palmeiras (SP), Corinthians (SP) et Vasco da Gama (RJ) se rencontrent pour déterminer la meilleure équipe des deux états. Vasco remporte le trophée contre les Corinthians en finale par 4 buts à 2 et reçoit le nom de Géant des sable.

## Équipes
| État de São Paulo | État de Rio de Janeiro |
| ----------------- | ---------------------- |
| Corinthians       | Vasco da Gama          |
| Palmeiras         | Botafogo               |

## Palmarès

### 2010
Demi-finales :
- Vasco 5 - 1 Botafogo
- Corinthians 8 - 4 Palmeiras

3e place :
- Palmeiras 6 – 4 Botafogo

Finale :
- Vasco da Gama 4 – 2 Corinthians

## Référence
1. ↑  (pt) « Torneio RJ-SP de Clubes »(Archive.org • Wikiwix • Archive.is • Google • Que faire ?) sur le sire de la Confédération du Brésil.